# Canzoni per gli altri
Canzoni per gli altri è il primo album in studio della cantautrice italiana Federica Abbate, pubblicato il 22 settembre 2023 dalla Carosello Records.

## Descrizione
L'album si compone di nove tracce, scritte dalla stessa cantautrice in collaborazione con vari autori, tra cui Raige, Franco126, Calcutta, Fred De Palma ed Emis Killa, con produzioni di Dardust, Zef e Cino. Sono inoltre presenti collaborazioni vocali, tra cui con Elisa, Alessandra Amoroso, Francesca Michielin, Ana Mena, Mr. Rain e Matteo Romano. A proposito dell'album la cantautrice ha dichiarato:

## Tracce
1. Canzoni per gli altri (feat. Elisa) – 3:49 (testo: Federica Abbate, Jacopo Angelo Èttore, Mattia Cerri – musica: Cino, Francesco "Katoo" Catitti)
2. Sorry (feat. Nashley) – 3:06 (testo: Federica Abbate, Stefano Tognini, Nashley Rodeghiero, Alex Andrea Vella, Alfredo Rapetti – musica: Stefano Tognini)
3. Grandine (feat. Alessandra Amoroso) – 2:48 (testo: Federica Abbate, Francesco Catitti, Jacopo Èttore – musica: Francesco "Katoo" Catitti)
4. Tra una canzone e l'altra (feat. Franco126) – 3:35 (testo: Federica Abbate, Alfredo Rapetti, Federico Bertollini, Francesco "Katoo" Catitti, Mattia Cerri – musica: Cino, Francesco "Katoo" Catitti)
5. Scrivimi con la tua voce (feat. Ana Mena) – 3:34 (testo: Federica Abbate, Alfredo Rapetti, Francesco "Katoo" Catitti – musica: Francesco "Katoo" Catitti)
6. A capo il mondo (feat. Francesca Michielin) – 3:04 (testo: Federica Abbate, Edoardo D'Erme – musica: Francesco "Katoo" Catitti)
7. Doppio nodo (feat. Fred De Palma e Emis Killa) – 3:02 (testo: Federica Abbate, Federico Palana, Emiliano Rudolf Giambelli, Francesco "Katoo" Catitti, Rocco Pagliarulo – musica: Francesco "Katoo" Catitti)
8. La pioggia prima di cadere (feat. Mr. Rain) – 3:25 (testo: Federica Abbate, Alfredo Rapetti, Mattia Cerri – musica: Cino, LGND)
9. Sogni prima di dormire (feat. Matteo Romano) – 3:06 (testo: Federica Abbate, Alfredo Rapetti, Mattia Cerri – musica: Dario Faini, Cino)